# Gårstjärnen, Västmanland
Gårstjärnen är en sjö i Norbergs kommun i Västmanland och ingår i Norrströms huvudavrinningsområde. Sjön har en area på 0,108 kvadratkilometer och ligger 174,5 meter över havet.

## Delavrinningsområde
Gårstjärnen ingår i det delavrinningsområde (666790-150628) som SMHI kallar för Utloppet av Gäsen. Medelhöjden är 176 meter över havet och ytan är 13,03 kvadratkilometer. Räknas de 8 avrinningsområdena uppströms in blir den ackumulerade arean 129,46 kvadratkilometer. Snytsboån som avvattnar avrinningsområdet har biflödesordning 4, vilket innebär att vattnet flödar genom totalt 4 vattendrag innan det når havet efter 224 kilometer. Avrinningsområdet består mestadels av skog (75 procent). Avrinningsområdet har 1,81 kvadratkilometer vattenytor vilket ger det en sjöprocent på 13,9 procent.